# Кібчик червононогий
Кібчик червононогий (Falco vespertinus) — вид птахів родини Соколові (Falconidae) ряду Соколоподібні (Falconiformes). В Україні звичайний гніздовий, перелітний птах.

## Зовнішній вигляд

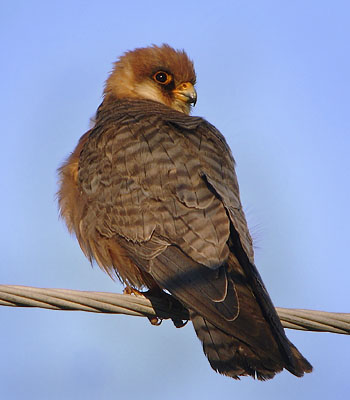
Самка кібчика

Дорослий самець темно-сірий до чорного; махові пера зверху сірі; нижня частина черева і надхвістя яскраво-руді, дзьоб блакитно-сірий, з чорним гачком; навколоочне кільце, восковиця і ноги червоні. У дорослої самки голова руда; щоки і горло білуваті; навколо очей є темна пляма; невеликі темні «вуса», хвіст сірий, з темними поперечними смугами; пера спини і плечей, покривні пера верху крил сірі, з темними плямами; низ вохристо-рудий з дрібними поодинокими темними рисками; махові пера зверху буруваті, а зі споду — білуваті, з темними смугами; хвіст сірий, з темними поперечними смугами, з яких перед верхівкова найширша; навколоочне кільце, восковиця та ноги жовтогарячі. Молодий птах подібний до дорослої самки, але пера верху сірувато-бурі, з рудуватою облямівкою; низ білуватий, з великою кількістю рудувато-бурих плям, які утворюють поздовжній рисунок; наколоочне кільце і восковиця жовті, ноги жовті або жовтогарячі. Маса самців 0,12-0,19 кг, самок — 0,13-0,20 кг, довжина тіла 27-33 см, довжина крила самців 23,7-25,3 см, самок — 24,0-26,5 см, розмах крил 65-78 см.

## Ареалта місця існування
Перелітний птах. Гніздиться у лісостепах Євразії від Східної Європи та Балкан на заході до басейну Вілюя, верхньої течії Лени та узбережжя Байкалу на сході. В Україні гніздиться на всій території, крім гір; мігрує скрізь.
Кібчик є трансекваторіальним мігрантом, зимує переважно на півдні Африки, частина також у Південній Азії. На відміну від інших соколів мігрує зграями. Передміграційні скупчення кібчика можуть нараховувати до 20 тис. ос.
Заселяє територію від напівпустель до північної тайги, однак виділяється лише два типи ландшафтів, в яких він досягає оптимальної чисельності — це середньо- та південно-тайгові ліси та незаймані степи, порізані долинними та яружними лісами або лісосмугами.
У степових і лісостепових районах кібчик тяжіє до неосвоєних або відновлених ділянок степів. Великі колонії кібчиків прив'язані до колоній граків (Corvus frugilegus) у лісах по балках чи невеликих водотоках. У великих лісах гніздиться достатньо рівномірно, заселяючи їх з невисокою щільністю.

## Чисельність
Гніздова популяція в Європі нараховує 26-39 тис. пар, що становить 25-49% світової популяції. Найбільша кількість кібчиків в Європі гніздиться на території України та Росії. Чисельність в останні десятиліття скорочується: протягом лише 10 років (1990–2000) у ключових популяціях в Україні та Росії відмічене скорочення чисельності на 30%.

## Гніздова біологія

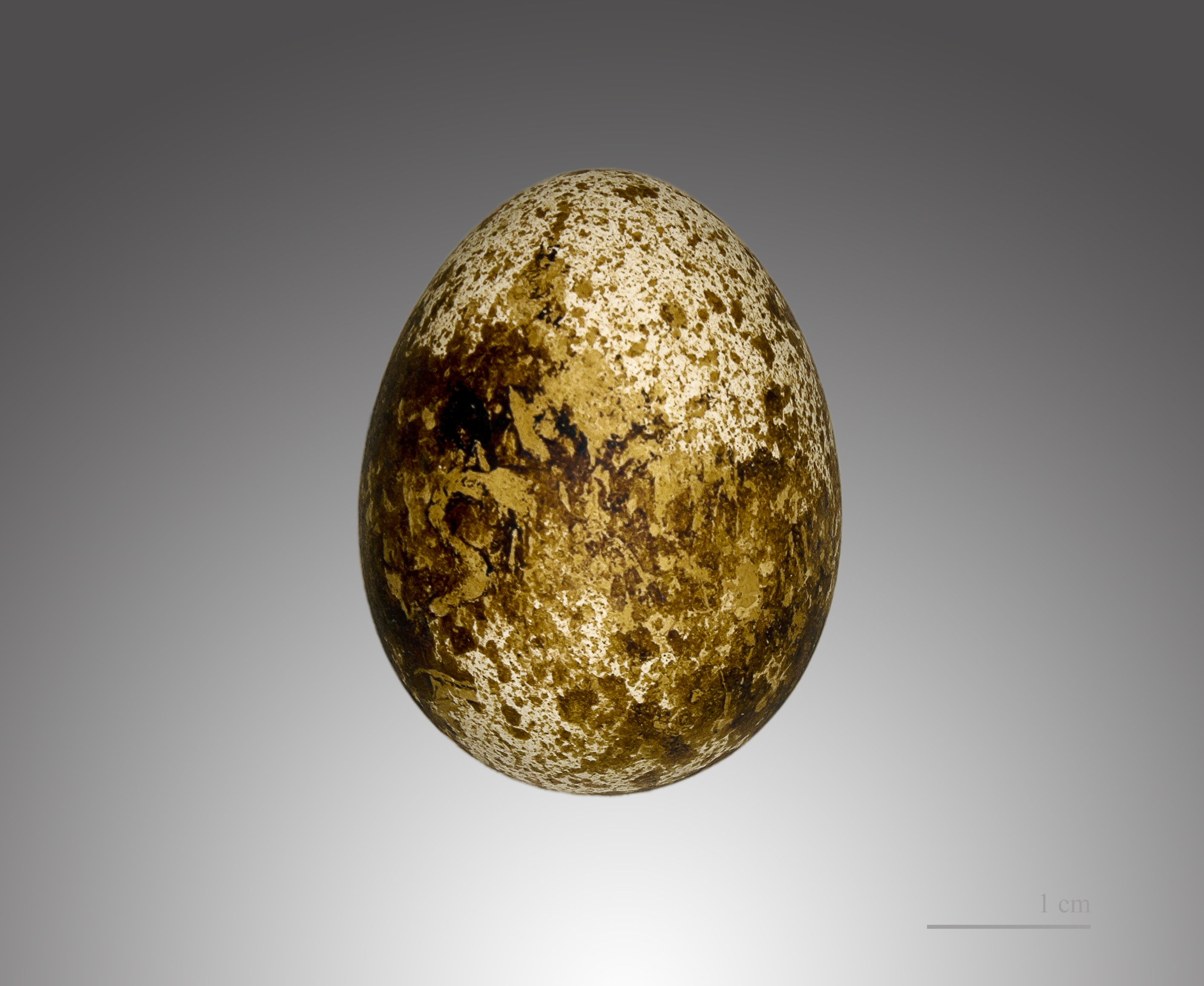
Яйце кібчика

Прилітають з місць зимівлі у травні. До розмноження приступають пізно, що пов'язане з розмноженням сарани та інших великих комах. Гніздиться колоніями, рідше окремими парами. Інколи колонії можуть досягати 100–400 пар.
У степовій і лісостеповій зоні гніздиться в основному в гніздах граків, часто також займає гнізда ворон сірих, сорок. Гнізда розташовуються на різноманітних породах дерев, переважно листяних (тополя, береза, осика). Висота розташування гнізд варіює від 3 до 13 м. Відомі випадки гніздування кібчиків у гніздах галок на вершинах бетонних опор ЛЕП і в гніздах граків на металевих опорах ЛЕП. Займаючи гнізда, в більшості випадків, ніяк не відновлює їх.
У кладці 3-6, частіше 4 яйця. Забарвлення яєць від вохристого до коричневого з бурими або червоно-бурими плямами, які вкривають до 80-90% фону. Відстань між гніздами різних пар в колоніях раків становить 10-50 м. У щільних гніздових угрупуваннях гніздяться на відстані 100–500 м пара від пари. У менш насичених місцях проживання відстань між гніздами різних пар варіює від 0,5 до 6 км, при цьому на багатьох десятках квадратних кілометрів вид може бути відсутнім.

## Живлення
Живиться великими комахами, зрідка ловить дрібних гризунів, ящірок. Живиться вдень, незважаючи на латинську назву видової назви «vespertinus» — вечірній.